# Combretum mweroense
Combretum mweroense är en tvåhjärtbladig växtart som beskrevs av John Gilbert Baker. Combretum mweroense ingår i släktet Combretum och familjen Combretaceae. Inga underarter finns listade i Catalogue of Life.